# Landkreis Sonneberg

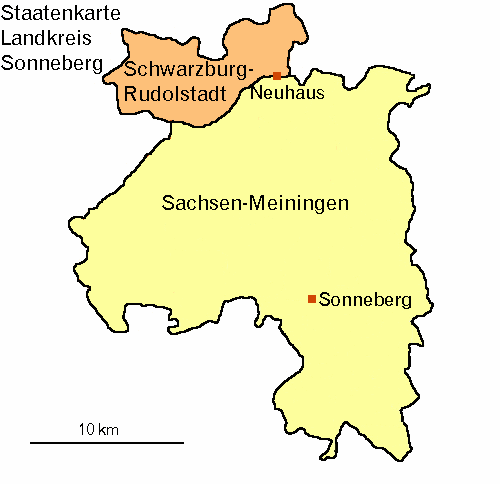
Staatenaufteilung des Landkreises vor 1922

Der Landkreis Sonneberg im fränkisch geprägten Süden des Freistaats Thüringen ist sowohl nach der Fläche als auch nach der Einwohnerzahl der kleinste Landkreis in den neuen Bundesländern. Nachbarkreise sind im nördlich und nordöstlich gelegenen Sonneberger Oberland die Landkreise  Saalfeld-Rudolstadt und Kronach, im Sonneberger Unterland die Landkreise Kronach und Coburg und im Sonneberger Hinterland die Landkreise Coburg und Hildburghausen.
Raumordnerisch gehört der Kreis zur Planungsregion Südwestthüringen und ist Mitglied der Planungsgemeinschaft Südwestthüringen. Seit 2014 gehört der Kreis außerdem zur Metropolregion Nürnberg.

## Geografie
Der Landkreis Sonneberg teilt sich in verschiedene Landschaften auf:
- das Oberland mit dem Thüringer Schiefergebirge im Norden und dem Frankenwald im Nordosten,
- das Unterland mit dem Obermainischen Hügelland im Südosten und Süden und
- das Hinterland mit dem Schalkauer Plateau im Westen.

## Geschichte

### Frühes und hohes Mittelalter
In seiner heutigen Ausdehnung umfasst der Landkreis Sonneberg Territorien, deren historische Entwicklung über Jahrhunderte in verschiedenen Staaten verlief. Den größten Teil nehmen Gebiete ein, die aus dem ehemaligen Fürstentum Sachsen-Coburg hervorgegangen sind. Während des frühen Mittelalters bestanden im Gebiet um Coburg und Sonneberg neben größeren Reichsgutkomplexen, die sich 899 in Gestalt des Königshofes Radaha (heute Bad Rodach, Landkreis Coburg) fassen lassen, größere Allodialherrschaften der Grafen von Schweinfurt und der Grafen von Sterker-Wohlsbach. Der südöstliche Teil des Landkreises lag bis ins späte Mittelalter noch im Einflussgebiet des Bistums Bamberg. 1012 gelangten die Reste des Reichsgutes um Saalfeld und Coburg in die Hände des Pfalzgrafen Ezzo von Lothringen, dessen Tochter, die polnische Königin Richeza, 1056 diese Gebiete dem Erzbischof Anno von Köln vermachte. Nach dem Tod Richezas 1069 gründete Anno in Saalfeld ein Benediktinerkloster, das er mit den ezzonischen Besitzungen um Saalfeld und Coburg ausstattete.

### Territorienbildung
Am südlichen Rand des Thüringer Schiefergebirges etablierten sich die niederadligen Herren von Sonneberg und von Schaumberg mit eigenen Herrschaften. Bei den Herren von Sonneberg handelte es sich um Ministerialen der Herzöge von Andechs-Meranien. Zu Beginn des 13. Jahrhunderts wurden mehrere Angehörige dieses Geschlechts erwähnt; ein Hinweis darauf, dass sich das Geschlecht nach seiner neu errichteten Burg Sonneberg nannte. Der Erwerb von größeren Besitzungen um Sonneberg vom Benediktinerkloster Saalfeld (1252) und die Gründung des Zisterzienserinnenklosters Sonnefeld bei Coburg durch Heinrich II. von Sonneberg markieren den Höhepunkt in der Geschichte des Geschlechts. Während der zweiten Hälfte des 13. Jahrhunderts setzte ein wirtschaftlicher Verfall der Familie ein, die nach 1310 in männlicher Linie ausstarb.
Die Herkunft der Herren von Schaumberg ist unsicher. Möglicherweise handelte es sich um Edelfreie, die aber um 1200 in einem Ministerialenverhältnis zu den Grafen von Sterker-Wohlsbach standen und diesen im Besitz der Burg Schaumberg folgten. 1216 nannten sie sich erstmals nach ihrer neu erworbenen Burg „von Schaumberg“. Die Besitzungen der Herren von Schaumberg umfassten Reichslehen, die von Schalkau bis zum Rennsteig reichten. Nach dem Aussterben der mit ihnen verwandten Herren von Sonneberg 1310 erweiterten sie ihre Besitzungen auch um die Burg Sonneberg und die umliegenden Anwesen.
Die Territorienbildung im Raum Coburg-Sonneberg setzte unter Graf Hermann I. von Henneberg ein, der nach dem Aussterben der Herzöge von Andechs-Meranien im Jahr 1248 im entstandenen Machtvakuum mit dem Aufbau einer Landesherrschaft um den Mittelpunkt Coburg begann. Nachdem die Herrschaft Coburg zwischenzeitlich an die Markgrafen von Brandenburg gekommen war, gelang Berthold VII. (dem Großen) von Henneberg-Schleusingen 1315 der Rückerwerb dieser „Neuen Herrschaft“. Berthold war der neue starke Mann in der Region, dem sich auch der im Land ansässige Adel unterwarf. 1315 trugen die Herren von Schaumberg ihre Burgen Schaumberg, Sonneberg und Neuhaus Berthold zu Lehen auf. Sonneberg wurde in den folgenden Jahrzehnten völlig an die Henneberger veräußert. Über seine neuen Besitzungen ließ Berthold 1317 – und nach seinem Tod 1340 dessen Sohn Heinrich – Besitzverzeichnisse (Urbare) aufstellen.
In hennebergischem Besitz blieb die Herrschaft oder Pflege Coburg, wie dieses Gebiet auch genannt wurde, nicht lange. Nach dem Tod Heinrichs 1347 und dessen Ehefrau Jutta 1353 kam die Herrschaft an die wettinischen Markgrafen von Meißen (später auch Herzöge) und an das Kurfürstentum Sachsen. Markgraf Friedrich dem Strengen gelang nach 1353 auch der Erwerb der Burg Schaumberg und des halben Gerichts Schalkau der Herren von Schaumberg. Die von Schaumberg konnten lediglich die Reste ihrer Reichslehen um die 1349 erbaute Burg Rauenstein als eigenständiges Gericht und die Hälfte des Amtes Schalkau behaupten.
Nachdem an der zwischen Neustadt und Sonneberg gelegenen gebrannten Brücke schon seit längerem Brückengericht gehalten wurde, war Sonneberg seit Mitte des 14. Jahrhunderts Teil der Zent Neustadt, innerhalb der es ein eigenes Obergericht bildete. Die Zent Neustadt wiederum war seit dem 14. Jahrhundert Teil des Amtes Coburg, zu dem auch das halbe Amt Schalkau und das vor 1355 entstandene Gericht Neuhaus gehörte. 1534 wurde – vor allem wegen der großen landesherrlichen Waldungen – ein Amt Sonneberg gegründet, das allerdings schon 1572 wieder in das Amt Coburg eingegliedert wurde. 1669 wurden die beiden Gerichte Sonneberg und Neustadt aus dem Amt Coburg ausgegliedert und zu einem Amt Neustadt vereinigt. Der Marktflecken Neuhaus mit der gleichnamigen Burg als Verwaltungssitz wurde 1611 ein eigenständiges Amt.

### Frühe Neuzeit
Die Pflege Coburg war Teil des wettinischen Gesamtstaates und kam nach der „Leipziger Teilung“ 1485 an die ernestinische Linie dieses Hauses. Nachdem Coburg zwischen 1542 und 1553 unter Herzog Johann Ernst von Sachsen schon einmal ernestinische Sekundogenitur gewesen war, kam es 1572 zur Abtrennung dieses Territoriums vom ernestinischen Gesamtstaat und es entstand ein Fürstentum Sachsen-Coburg, das gemeinschaftlich von den Herzögen Johann Casimir und Johann Ernst regiert wurde. 1596 teilten beide dieses Fürstentum in Sachsen-Coburg und Sachsen-Eisenach. Nach dem Tod Johann Casimirs 1633 kurzzeitig unter Johann Ernst wieder vereint, kam es nach dessen Tod 1638 an Sachsen-Altenburg und 1672 an Sachsen-Gotha. Im Zuge der „Gothaischen Teilung“ 1680 entstand erneut ein Fürstentum Sachsen-Coburg unter Herzog Albrecht, das allerdings beträchtlich kleiner war als dessen Vorgänger.
Das halbe Amt Schalkau wurde 1680 dem neu entstandenen Fürstentum Sachsen-Hildburghausen zugeschlagen. 1699 verstarb Albrecht von Sachsen-Coburg ohne Erben und es kam zu langwierigen Erbauseinandersetzungen, die erst 1735/1742 beendet wurden. Sachsen-Meiningen hatte bereits 1723 die sächsische Hälfte des Amtes Schalkau, 1729 auch die schaumbergische Hälfte dieses Amtes und 1732 den schaumbergischen Gerichtsbezirk Rauenstein erworben. 1735 wurde Sachsen-Meiningen auch das Gericht Sonneberg und das Amt Neuhaus zugesprochen. Weitergehende Ansprüche der Meininger am gesamten Amt Neustadt, zu dem auch das Gericht Sonneberg bis dahin gehört hatte, wurden 1742 zurückgewiesen, nachdem ein Versuch gescheitert war, Neustadt militärisch zu besetzen. 1742 entstand aus dem Gericht Sonneberg ein Amt Sonneberg, das zusammen mit den Ämtern Schalkau und Neuhaus sowie dem Gericht Rauenstein ein räumlich vom Kerngebiet Sachsen-Meiningen um die Residenzstadt Meiningen getrenntes Gebiet bildete, für das sich die Bezeichnung Meininger Oberland einbürgerte.

### Neuzeit
1770 wurden die Ämter Sonneberg, Schalkau und Neuhaus sowie das Gericht Rauenstein einem Oberamtmann unterstellt, blieben aber weiterhin selbständig. Das Gericht Rauenstein ging 1808 im Amt Schalkau auf. Nach der „Gothaischen Erbteilung“ 1826 wurden die Dörfer Mupperg, Mogger, Oerlsdorf, Liebau, Lindenberg und Rotheul, die bis dahin zu Sachsen-Coburg gehört hatten, dem Amt Sonneberg angegliedert. Mit der Verwaltungsreform in Sachsen-Meiningen im Jahre 1829 wurden die bestehenden Ämter aufgelöst und zu einem Verwaltungsamt Sonneberg vereinigt. Mit der Bildung von Kreisen in Sachsen-Meiningen entstand 1869 aus dem Verwaltungsamt der Kreis Sonneberg. Eine Erweiterung erfuhr der Kreis 1900 durch die Zuordnung des Dorfes Ernstthal, das bis dahin zum Kreis Saalfeld gehört hatte. Für das Kreisgebiet um die damalige Stadt Sonneberg, teils auch über die Kreisgrenze hinausreichend, wurden die Bezeichnungen Unterland im Süden und Südosten, Oberland im Norden und Nordosten und Hinterland im Westen eingeführt.

### Saalfelder Gebiete
Eine etwas andere Entwicklung hatten die Ortschaften im nördlichen Teil des Landkreises genommen. Die Ortschaften Hasenthal, Hohenofen, Spechtsbrunn und Ernstthal gehörten ursprünglich zum Gebiet der Herrschaft Gräfenthal. Ursprünglich Teil des Orlagaues, lag dieses Gebiet noch im Hochmittelalter innerhalb des Herrschaftsgebietes des Benediktinerklosters Saalfeld. Ausgehend von der Burg Lauenstein im heutigen Landkreis Kronach begannen jedoch schon im 11./12. Jahrhundert die Herren von Könitz mit dem Aufbau einer Landesherrschaft. 1250 waren ihnen die Grafen von Orlamünde im Besitz der Burg gefolgt. Mitte des 13. Jahrhunderts hatten die Orlamünder das Kloster bereits weitgehend aus dem Besitz der Herrschaft Lauenstein vertrieben. 1414 teilten sie ihr Herrschaftsgebiet in die Herrschaften Lauenstein, Lichtenberg (Landkreis Kronach) und Gräfenthal (Landkreis Saalfeld-Rudolstadt). Das Gebiet um Hasenthal und Spechtsbrunn kam damals an die Herrschaft Gräfenthal. Zunehmender wirtschaftlicher Niedergang zwang 1394 die Orlamünder, Schloss Gräfenthal mit allen zugehörigen Orten und Rechten den Wettinern zu Lehen aufzutragen und schließlich 1426 an Herzog Friedrich I. von Sachsen veräußern. 1438 verkauften die Wettiner diese Neuerwerbung an die Reichserbmarschälle von Pappenheim, ohne die Lehnshoheit aufzugeben. Erst 1621 fiel die Herrschaft Gräfenthal an Sachsen-Altenburg zurück und kam 1672 an Gotha. Mit der „Gothaischen Teilung“ entstand ein Fürstentum Sachsen-Saalfeld, das 1735 an Sachsen-Coburg kam, aber erst 1805 staatsrechtlich mit diesem Land vereinigt wurde. Durch die „Gothaische Erbteilung“ fiel auch das ehemalige Fürstentum Sachsen-Saalfeld an Sachsen-Meiningen. Das seit dem 17. Jahrhundert bestehende Amt Gräfenthal wurde 1829 zum Verwaltungsamt und ging 1868 im Kreis Saalfeld auf.

### Schwarzburger Gebiete
Im Gebiet des Fürstentums Schwarzburg lagen die Ortschaften Neuhaus am Rennweg, Scheibe-Alsbach und Goldisthal. Die Grafen von Käfernburg-Schwarzburg hatten ihren Herrschaftsbereich während des 11. Jahrhunderts ins obere Schwarzatal erweitert und befanden sich 1123 im Besitz der Schwarzburg (Landkreis Saalfeld-Rudolstadt). Nach dem Vertrag von Stadtilm (1599) und der endgültigen Trennung des Hauses Schwarzburg in eine Linie Schwarzburg-Sondershausen und Schwarzburg-Rudolstadt fiel das obere Schwarzatal an Rudolstadt. Der Kammbereich des Schiefergebirges gehörte ursprünglich zum Amt Schwarzburg, dessen Amtssitz 1668 nach Königsee verlegt wurde; 1868 entstand ein Landratsamt Königsee, dem auch die Ortschaften im Kammbereich des Schiefergebirges angehörten.

### Neueste Zeit

Lage des Landkreises Sonneberg in Thüringen im Jahr 1922

Der Landkreis Sonneberg war von einer zum 1. Oktober 1922 erfolgten Neugliederung der thüringischen Landkreise aufgrund einer Bestandsgarantie nicht betroffen; der Landkreis Königsee wurde aufgelöst und dem Landkreis Rudolstadt angegliedert. Die ehemals zum Kreis Saalfeld gehörige Gemeinde Hohenofen wurde nach Haselbach eingemeindet und kam damit zum Landkreis Sonneberg. Am 1. April 1923 wurden die Ortschaften Neuhaus am Rennweg und Schmalenbuche mit dem benachbarten – ehemals zu Sachsen-Meiningen gehörenden – Igelshieb zu Neuhaus am Rennweg-Igelshieb (ab 1933 Stadt Neuhaus am Rennweg) vereinigt und ebenfalls dem Landkreis Sonneberg angegliedert.
Weitere Veränderungen brachte die Kreisgebietsreform vom 1. Juli 1950, indem die bislang zum Landkreis Saalfeld gehörenden Ortschaften Hasenthal und Spechtsbrunn dem Landkreis Sonneberg angegliedert wurden. Mit der Verwaltungsreform von 1952 entstand am 25. Juli 1952 der Kreis Neuhaus am Rennweg, der aus Teilen der Kreise Sonneberg, Saalfeld und Rudolstadt gebildet wurde. Vom Landkreis Sonneberg wurden Spechtsbrunn, Lauscha, Ernstthal, Neuhaus am Rennweg, Steinheid und Siegmundsburg dem neuen Kreis zugewiesen. Nach der Kreisgebietsreform in Thüringen 1994 wurden die Kreise Sonneberg und Neuhaus am Rennweg aufgelöst und ein neuer Landkreis Sonneberg gebildet, der sich aus dem alten Landkreis Sonneberg und Teilen des Landkreises Neuhaus zusammensetzte. Neben den 1952 von Sonneberg dem Kreis Neuhaus angegliederten Ortschaften kamen zusätzlich Scheibe-Alsbach und Goldisthal, die vor 1952 zum Landkreis Rudolstadt gehört hatten, zum Landkreis Sonneberg.
Im Vorfeld einer geplanten zweiten Kreisgebietsreform in Thüringen hat eine Expertenkommission im Januar 2013 vorgeschlagen, den Landkreis mit dem Landkreis Hildburghausen, der Stadt Suhl und Teilen des Landkreises Schmalkalden-Meiningen zu einem Großkreis zu verschmelzen. Aus Protest gegen diese Pläne brachte Landrätin Christine Zitzmann einen Wechsel des Landkreises, der seit Oktober 2013 Mitglied der europäischen Metropolregion Nürnberg ist, nach Bayern ins Gespräch.
In der Legislaturperiode ab 2014 wurde die Gebietsreform in Thüringen mit dem Koalitionsvertrag als von der Landesregierung zu erstrebendes Ziel festgelegt. Nachdem im Juni 2016 das Vorschaltgesetz zur Funktional- und Gebietsreform durch den Landtag beschlossen worden war, legte der Innenminister am 11. Oktober 2016 den Regierungsvorschlag zur Neugliederung der Landkreise und kreisfreien Städte vor, der die Fusion der Landkreise Sonneberg, Hildburghausen und Schmalkalden-Meiningen mit der kreisfreien Stadt Suhl vorsah. Im Landkreis, insbesondere in der Kreisstadt Sonneberg, wurden Stimmen für einen Länderwechsel nach Bayern erneut laut. In Sonneberg protestierten daher am 8. Mai und am 15. Mai 2017 jeweils mehr als 3000 Demonstranten gegen die geplante Gebietsreform. Dabei erhielten die demonstrierenden Sonneberger Stadt- und Landräte vor Ort Unterstützung durch den gesamten Stadtrat der oberfränkischen Nachbarstadt Neustadt. Es folgten weitere Vorschläge zu Kreisfusionen, jedoch scheiterte die Gebietsreform im November 2017.
Nach Abschluss der Eingliederungsverträge der ursprünglich zum Landkreis Saalfeld-Rudolstadt gehörenden Gemeinden Lichte und Piesau mit der Stadt Neuhaus am Rennweg wurde der Landkreis Sonneberg zum 1. Januar 2019 um diese beiden Orte vergrößert.

### Einwohnerentwicklung
|  |

| Jahr | Einwohner |
| ---- | --------- |
| 1890 | 42.963    |
| 1900 | 61.650    |
| 1910 | 72.222    |
| 1925 | 79.896    |
| 1939 | 81.752    |
| 1946 | 84.331    |
| 1994 | 71.454    |
| 1995 | 70.721    |

| Jahr | Einwohner |
| ---- | --------- |
| 1996 | 70.193    |
| 1997 | 69.639    |
| 1998 | 69.146    |
| 1999 | 68.423    |
| 2000 | 67.833    |
| 2001 | 67.175    |
| 2002 | 66.562    |
| 2003 | 65.683    |

| Jahr | Einwohner |
| ---- | --------- |
| 2004 | 64.983    |
| 2005 | 64.005    |
| 2006 | 63.122    |
| 2007 | 62.384    |
| 2008 | 61.315    |
| 2009 | 60.560    |
| 2010 | 59.954    |
| 2011 | 59.249    |

| Jahr | Einwohner |
| ---- | --------- |
| 2012 | 57.802    |
| 2013 | 57.252    |
| 2014 | 56.809    |
| 2015 | 56.818    |
| 2016 | 56.507    |
| 2017 | 56.361    |
| 2018 | 56.196    |
| 2019 | 57.717    |

| Jahr | Einwohner |
| ---- | --------- |
| 2020 | 57.044    |
| 2021 | 56.504    |
| 2022 | 56.412    |
| 2023 | 55.959    |
| 2024 | 54.964    |

- Quellen:[36][37][38]

## Politik
- DIE LINKE: 3
- BSW: 3
- SPD: 2
- PRO SON: 5
- FDP: 1
- CDU: 10
- FREIE WÄHLER: 2
- AfD: 14

Am 23. September 2008 erhielt der Landkreis den von der Bundesregierung verliehenen Titel „Ort der Vielfalt“.

### Kreistag
Die 40 Sitze im Kreistag verteilten sich nach den bisherigen Kommunalwahlen seit 1994 folgendermaßen auf die einzelnen Parteien:
| Partei          | 1994   | 1994   | 1999   | 1999   | 2004   | 2004   | 2009   | 2009   | 2014   | 2014   | 2019   | 2019   | 2024   | 2024   |
| Partei          | %      | Sitze  | %      | Sitze  | %      | Sitze  | %      | Sitze  | %      | Sitze  | %      | Sitze  | %      | Sitze  |
| AfD             | –      | –      | –      | –      | –      | –      | –      | –      | –      | –      | 24,0   | 10     | 34,7   | 14     |
| CDU             | 32,1   | 14     | 36,5   | 15     | 43,6   | 18     | 40,2   | 16     | 42,3   | 17     | 37,3   | 15     | 24,0   | 10     |
| PRO SON 5       | –      | –      | –      | –      | –      | –      | –      | –      | –      | –      | –      | –      | 13,5   | 05     |
| Die Linke 1     | 16,3   | 07     | 20,9   | 08     | 28,6   | 12     | 29,3   | 12     | 28,1   | 11     | 19,9   | 08     | 08,5   | 03     |
| BSW             | –      | –      | –      | –      | –      | –      | –      | –      | –      | –      | –      | 0–     | 07,6   | 03     |
| FW-SON 3        | –      | –      | –      | –      | –      | –      | –      | –      | 04,7   | 02     | –      | 0–     | 05,2   | 02     |
| SPD             | 34,3   | 15     | 24,3   | 10     | 19,2   | 08     | 15,4   | 06     | 12,6   | 05     | 08,7   | 03     | 03,8   | 02     |
| FDP             | 09,4   | 04     | 08,2   | 03     | 06,1   | 02     | 08,6   | 03     | 04,4   | 02     | 04,6   | 02     | 01,5   | 01     |
| GRÜNE 2         | 03,5   | 0      | 01,3   | 0      | 02,5   | 0      | 02,4   | 01     | 02,9   | 01     | 04,1   | 02     | 01,2   | 0      |
| NPD             | 0–     | 0–     | 0–     | 0–     | 0–     | 0–     | 04,1   | 02     | 04,9   | 02     | 01,4   | 0      | 0–     | 0–     |
| BISON 4         | 0–     | 0–     | 08,9   | 04     | 0–     | 0–     | 0–     | 0–     | 0–     | 0–     | 0–     | 0–     | 0–     | 0–     |
| DSU             | 03,2   | 0      | 0–     | 0–     | 0–     | 0–     | 0–     | 0–     | 0–     | 0–     | 0–     | 0–     | 0–     | 0–     |
| FORUM           | 01,4   | 0      | 0–     | 0–     | 0–     | 0–     | 0–     | 0–     | 0–     | 0–     | 0–     | 0–     | 0–     | 0–     |
| Gesamt          | 100    | 40     | 100    | 40     | 100    | 40     | 100    | 40     | 100    | 40     | 100    | 40     | 100    | 40     |
| Wahlbeteiligung | 75,2 % | 75,2 % | 58,7 % | 58,7 % | 48,4 % | 48,4 % | 50,5 % | 50,5 % | 47,2 % | 47,2 % | 56,1 % | 56,1 % | 60,4 % | 60,4 % |

### Landrat
Seit dem 3. Juli 2023 ist Robert Sesselmann (AfD) Landrat. Bei der vorgezogenen Landratswahl am 11. Juni 2023 erreichte er mit 46,7 Prozent der abgegebenen Stimmen den ersten Platz, gefolgt vom CDU-Kandidaten Jürgen Köpper (35,7 Prozent), der nun offiziell für das Amt des Landrats kandidierte. Beide Politiker traten am 25. Juni 2023 in einer Stichwahl gegeneinander an, welche Sesselmann mit 52,8 % der Stimmen gewann. Im Landkreis Sonneberg wurde somit zum ersten Mal überhaupt in Deutschland ein Politiker der AfD in Exekutivverantwortung als Landrat gewählt. Gemäß dem thüringischen Kommunalwahlgesetz müssen kommunale Wahlbeamte auf dem Boden des Grundgesetzes stehen. Eine Überprüfung der Verfassungstreue Sesselmanns von Amts wegen durch das Thüringer Landesverwaltungsamt ergab „derzeit keine konkreten Umstände […], die von hinreichendem Gewicht und objektiv geeignet sind, eine ernsthafte Besorgnis an dessen künftiger Erfüllung der Verfassungstreuepflicht auszulösen“.
Ab dem Jahr 2006 war Christine Zitzmann Landrätin. Sie trat im Jahr 2018 nicht mehr zur Wahl als Landrätin an. Landrat des Kreises Sonneberg wurde im Jahr 2018 Hans-Peter Schmitz (parteilos). Schmitz wurde zum 1. März 2023 aus gesundheitlichen Gründen in den Ruhestand versetzt. Bis zur Neuwahl im Sommer 2023 übte der hauptamtliche Beigeordnete Jürgen Köpper die Aufgaben des Landrats aus. Dabei wurde er vom ehrenamtlichen Beigeordneten Christian Tanzmeier unterstützt.
Seit der Gründung des Landkreises Sonneberg hatte der Landkreis einige Landräte, deren Funktionsbezeichnungen und Wahlinstitutionen sich jedoch im Laufe der Zeit unterschieden. Folgende Personen waren seit der Gründung des Landkreises Landräte:
Kreisvorstand, ab 1872 Herzoglicher Landrat; eingesetzt durch das Staatsministerium:
- 1868–1874: Rudolf von Ziller
- 1874–1878: Gustav Julius Berlet
- 1878–1890: Karl Baumbach
- 1890–1901: Hermann Götting
- 1901–1912: Karl Marr
- 1913–1922: Arnold Creutzburg, 1914–1917 durch Ottomar Benz vertreten[54]

Kreisdirektor bzw. Landrat; eingesetzt durch das Land:
- 1922–1924:[55] Karl Knauer
- 1925–1945: Max Hartung
- 1945–1948: Hans Weinland

Landrat; Wahl aus dem Kreistag:
- 1948–1950: Theo Gundermann (SED)
- 1950–1951: Rudolf Rost (SED)
- 1951–1952: Olga Brückner (SED)[56]

Für die Zeit zwischen 1952 und 1994 siehe Vorsitzende des Rates des Kreises Sonneberg.
Landrat; direkte Wahl:
- 1994–2006: Reiner Sesselmann (unterstützt durch SPD)
- 2006–2018: Christine Zitzmann (CDU, später parteilos)
- 2018–2023: Hans-Peter Schmitz (parteilos) (unterstützt durch Die Linke und SPD)
- 2023–2023: Jürgen Köpper (CDU) (kommissarisch, bereits seit März 2021 als Vertretung für den erkrankten Hans-Peter Schmitz)
- seit 3. Juli 2023: Robert Sesselmann (AfD)

### Partnerschaften
Seit 1990 besteht eine Kreispartnerschaft mit dem Eifelkreis Bitburg-Prüm. Seit 2010 besteht eine Kreispartnerschaft mit dem polnischen Landkreis Ostrow.

### Wappen
Der Landkreis führt seit dem 3. Oktober 1990 dieses viergeteilte Wappen.
| Wappen des Landkreis Sonneberg | - Im linken (bzw. heraldisch rechten) Obereck befindet sich das Wappen der Markgrafschaft Meißen, das auch für das Sonneberger Stadtwappen steht: Ein schwarzer, aufrechtstehender, rotbewehrter Löwe auf goldenem Feld. - Im rechten Obereck befindet sich das abgewandelte Wappen derer von Sonneberg, das die Freiherren zu Schaumberg-Rauenstein führten: Ein gespaltenes Feld, links in Silber zwei rote Sparren, rechts auf Silber eine schwarze Schafschere. - Im linken Untereck ist das von Silber und Rot halbgespaltene, blau geteilte Feld mit den Farben der Schaumberg-Schaumbergischen Linie. - Das rechte Untereck zeigt das seit 1262 bestehende sächsische Wappen: Ein neunfach geteilter schwarzgoldener Schild mit 10 Feldern, belegt mit einem schrägrechten grünen Rautenkranz. Es verweist auf die historische Zugehörigkeit des Kreisgebiets zu Sachsen-Coburg und Sachsen-Meiningen. |

- Bis 1952 wurde ein in den 1920er Jahren eingeführtes Wappen verwendet, das im ersten Feld das linksgewendete Stammwappen der Henneberger zeigt und damit auf die hennebergische Vergangenheit der Pflege Coburg hinweist.

Eine Übersicht zu den Wappen der Städte und Gemeinden des Landkreises findet man in der Liste der Wappen im Landkreis Sonneberg.

## Wirtschaft und Infrastruktur
Im Zukunftsatlas 2016 belegte der Landkreis Sonneberg Platz 341 von 402 Landkreisen, Kommunalverbänden und kreisfreien Städten in Deutschland und zählt damit zu den Regionen mit „Zukunftsrisiken“.

### Landwirtschaft
Aufgrund der nicht besonders günstigen agrarökologischen Situation (wenig ertragreiche Böden, klimatische Situation im Mittelgebirge) war die Region zu einem großen Teil erst während des hochmittelalterlichen Landesausbaues, die Gebiete im Thüringer Schiefergebirge erst während der Neuzeit besiedelt worden. Während des späten Mittelalters hatte sich im Mittelgebirgsvorland eine klein- und mittelbäuerliche Struktur herausgebildet. Größere herrschaftliche Höfe und Rittergüter spielten nach dem 17. Jahrhundert kaum noch eine Rolle und wurden im Zuge der Agrarreformen des 19. Jahrhunderts bis auf wenige Ausnahmen zerschlagen. Von den ehemaligen Rittergütern überlebten lediglich die Güter Schaumberg bei Schalkau, Katzberg, Almerswind und Langemüß bei Rotheul.
Die Agrarverfassung war bis in die erste Hälfte des 19. Jahrhunderts durch die Dreifelderwirtschaft geprägt. Der damit verbundene Flurzwang bestand nicht nur in den Gemarkungen der Dörfer des Mittelgebirgsvorlandes, sondern auch in den Städten Sonneberg und Schalkau. Auf den Feldern wurden bis zum Beginn der Agrarreformen überwiegend Roggen, Weizen und Dinkel angebaut. Seit dem 16. Jahrhundert spielte der Anbau von Gerste für das sehr umfangreiche Brauwesen (Bierbrauen) eine nicht unbedeutende Rolle. Im Umfeld der frühneuzeitlichen Siedlungen des Mittelgebirges überwogen Roggen und Hafer. Von größerer Bedeutung als der Ackerbau war die Viehzucht, die während des 17. und 18. Jahrhunderts auch im Mittelgebirge betrieben wurde. Zeitweilig wurden vor allem Milcherzeugnisse in den Coburger Raum ausgeführt. Bis Mitte des 19. Jahrhunderts spielte die Schafzucht eine bedeutende Rolle. In Sonneberg, Effelder und Schalkau bestanden größere Schäfereien.
Den ersten Einschnitt in die vormoderne Landwirtschaft bedeutete die Einführung der Kartoffel während des 18. Jahrhunderts. Kartoffelanbau ist 1721 für Neuhaus am Rennweg und 1734 für Effelder belegt. Durchgesetzt hat sich die Kartoffel besonders während der Hungersnot 1770–1773. Besonders im Mittelgebirge wurde der Kartoffel zur dominierenden Feldfrucht.
Die Agrarreformen des 19. Jahrhunderts griffen durch die Aufhebung des Flurzwangs, die Einführung leistungsfähigerer Rinderrassen sowie die Ablösungsgesetzgebung in die Strukturen der Landwirtschaft ein. Besonders die Ablösung stärkte vor allem den klein- und mittelbäuerlichen Besitz zulasten der größeren Güter wie auch der dörflichen Unterschichten. Seit Mitte des 19. Jahrhunderts verschob sich der Schwerpunkt der Haupterwerbslandwirte hin zu einer ausgeprägten Milchviehwirtschaft mit Hackfruchtanbau. Parallel dazu weitete sich besonders im Mittelgebirge eine Nebenerwerbslandwirtschaft aus, die besonders für viele in der Hausindustrie beschäftigte Familien bis ins 20. Jahrhundert existenzsichernd war. Seitens des Staates wurde diese Nebenerwerbslandwirtschaft über die Verbreitung einer verbesserten Wiesenkultur und die Förderung der Ziegenzucht unterstützt.
Die ab 1945 in der Sowjetischen Besatzungszone umgesetzte Bodenreform hatte zunächst wegen des geringen Anteils größerer – unter die Enteignung fallender – Güter die Besitzstrukturen kaum verändert. Erst mit der Gründung Landwirtschaftlicher Produktionsgenossenschaften (LPG) ab 1952 änderte sich dies. Die Kollektivierung der Landwirtschaft war 1960 im Landkreis weitgehend abgeschlossen. Verbunden war diese Veränderung in den Besitzstrukturen mit einer veränderten Struktur der Bewirtschaftung. An Stelle der kleinteiligen Landwirtschaft trat im Mittelgebirgsvorland eine Großraumlandwirtschaft, während ein großer Teil der landwirtschaftlich genutzten Flächen im Mittelgebirge aufgelassen wurden.
Die Strukturveränderungen nach 1990 führten zu einer Verkleinerung der landwirtschaftlichen Unternehmen. An deren Stelle sind heute wenige landwirtschaftliche Genossenschaften und einige Wiedereinrichter getreten. Bestimmend ist im Mittelgebirgsvorland die Milchviehwirtschaft sowie der Anbau von Futtergetreide und Hackfrüchten. Der Kartoffelanbau ist völlig verschwunden. Einige Unternehmen betreiben eine sehr erfolgreiche Selbstvermarktung. Neben die klassische Landwirtschaft ist die Landschaftspflege, besonders im Bereich des Grünen Bandes und im Thüringer Schiefergebirge getreten. In diesen Zusammenhang ist auch eine Zunahme der Schafzucht zu verzeichnen.

### Forstwirtschaft
Mit mehr als 60 Prozent Waldfläche gehört der Landkreis Sonneberg zu den waldreichsten Landkreisen Thüringens. Lange Zeit war der Wald zudem die Grundlage sehr vieler Gewerbe in der Region. Seit dem späten Mittelalter hat vor allem der Staat als größter Waldbesitzer die Forstgeschichte bestimmt. Die bis heute geschlossenen Waldflächen im Thüringer Schiefergebirge gehen auf den einst herrschaftlichen Waldbesitz der Landesherren, den sogenannten Fränkischen Wäldern, zurück und sind bis heute ausschließlich in Staatsbesitz. Demgegenüber spielten Privat-, Korporations- und Kirchenforsten im Landkreis nur eine untergeordnete Rolle. Neben zersplitterten kleinsten Waldparzellen im Umfeld mehrerer Dörfer gab es größere Privat- und Korporationswaldungen nur bei Bachfeld, Heinersdorf, Jagdshof, Schwärzdorf, Eichitz und Mürschnitz; als Kirchenwald waren nur die Kirchenforsten bei Heinersdorf und Meschenbach von Bedeutung.
Der autochthone Buchen-Eichen-Tannen-Wald (im Mittelgebirgsvorland) sowie der Buchen-Tannen-Fichten-Wald (im Mittelgebirge) war im Vorland bereits während des hochmittelalterlichen Landesausbaues weitgehend verdrängt worden. Dort hatten sich lediglich auf einigen Höhenzügen bzw. auf ertragsarmen Sandböden geschlossene Waldflächen erhalten. Der Rückgang des Waldes wurde durch die straffere Forstaufsicht ab 1555 weitgehend gestoppt. In den herrschaftlichen Forsten setzte im 16. Jahrhundert ein Waldumbau ein. An Stelle der willkürlichen Stammentnahme oder der Rodung für Glashütten, die Eisenverhüttung, die Holzschnitzerei oder Waldnebengewerbe (Köhlerei, Pechgewinnung u. ä.) trat eine systematische Kahlschlagswirtschaft mit natürlicher Verjüngung, die die Fichte begünstigte. Parallel ging diese intensivierte Forstwirtschaft mit der Erschließung der herrschaftlichen Forsten durch die Flößerei. In größeren Umfang wurde die Flößerei für Blöcher und Scheitholz an der Steinach und Tettau betrieben. Von untergeordneter Bedeutung war dagegen die Scheitholzflößerei im Bereich der Röthen und Grümpen. Die stark fiskalisch motivierte Forstpolitik in Sachsen-Coburg und ab 1735 in Sachsen-Meiningen – die Forsten stellten einen wichtigen Teil der staatlichen Einnahmen – führte Mitte des 18. Jahrhunderts dazu, dass die herrschaftlichen Forsten nach einem strikten Nachhaltigkeitsprinzip bewirtschaftet wurden. Während einerseits zugunsten der Kammereinnahmen die Waldwirtschaft weiter effektiviert wurde, wurde der Holzbezug von Glashütten und Eisenhammerwerken sowie der Nutzungsrechte der Einwohner (Brennholzgerechtigkeiten, Streunutzung, Waldweide) zurückgedrängt.
Besonders durch die Einführung der künstlichen Bestandsgründung (um 1800) hatten sich ab Mitte des 19. Jahrhunderts innerhalb der Forsten im Mittelgebirge reine Fichtenwälder durchgesetzt. An dieser Bewirtschaftungsform änderte sich in den Staatsforsten bis Ende des 20. Jahrhunderts kaum etwas. Bis heute hat die Fichte als „Brotbaum“ des Thüringer Waldes seine Bedeutung behalten. Allerdings treten zunehmend neben die klassische Bewirtschaftung mit Kahlschlagswirtschaft und künstlicher Bestandsgründungen Alternativen, die auf eine stärkere Durchmischung der Bestände und Naturverjüngung setzen.
Die staatlichen Forsten im Landkreis werden durch die beiden Thüringer Forstämter Sonneberg und Neuhaus am Rennweg bewirtschaftet, die beide auch für den Vollzug des Waldgesetzes in den nichtstaatlichen Forsten zuständig sind. In den kleineren Privat-, Korporations- und Kirchenforsten waren die älteren Waldstrukturen (Laub- und Mischwald) bis in die Gegenwart erhalten geblieben. Von den nach 1945 enteigneten Korporationswäldern konnten die Waldgenossenschaften in Bachfeld, Mürschnitz und Heinersdorf wiederhergestellt werden. Ein großer Teil der privaten Waldbesitzer hat sich zu einzelnen Forstbetriebsgemeinschaften (FBG) zusammengeschlossen.

### Bergbau und Rohstoffgewinnung
Von größerer Bedeutung waren in der Vergangenheit der Bergbau auf Gold, Eisenerz, Farberde (Ocker), Steinkohle und Schiefer.
Grundlage des spätmittelalterlichen bzw. frühneuzeitlichen Goldbergbaues waren der schwache Goldgehalt von Quarzgängen an der Südostflanke des Schwarzburger Sattels. Möglicherweise durch die Einführung von Goldprägungen ab Mitte des 13. Jahrhunderts motiviert, dürfte für das 13./14. Jahrhundert mit Goldwäscherei an den Flüssen Schwarza und Grümpen gerechnet werden. Im 14. Jahrhundert erfolgte wohl der Übergang zur bergmännischen Goldgewinnung. 1362 erließ Markgraf Friedrich III. eine Bergfreiheit für das Goldbergwerk bei Steinheid. Goldbergbau wurde zudem 1335 für den Apelsberg bei Neuhaus am Rennweg, 1355 bei Neuhaus-Schierschnitz und 1490 bei Goldisthal erwähnt. Allerdings blieben die zwischen 16. und 19. Jahrhundert zum Teil mit erheblichen technologischen Aufwand betriebenen Goldbergwerke bei Steinheid und Goldisthal ohne nennenswerte Erfolge.
Von größerer Bedeutung als der Goldbergbau war der Bergbau auf ordovizische Eisenerze am Südostrand des Schwarzburger Sattels. Die 1441 belegte Existenz von Eisenhämmern am Oberlauf der Effelder setzt diesen Bergbau voraus. Bis Mitte des 19. Jahrhunderts war der Eisenerzbergbau Grundlage für die Eisenverhüttung in mehreren Hüttenwerken. Die Bergwerke lagen bei Mengersgereuth-Hämmern, Steinach, Haselbach, Hasenthal und Spechtsbrunn. 1868 wurde mit der nicht mehr konkurrenzfähigen Eisenverhüttung auch der Eisenerzbergbau auf dem Gebiet des Landkreises Sonneberg eingestellt.
Zwischen dem 18. und 20. Jahrhundert war der Abbau von Farberden (Ocker) auf der Grundlage von eisenhaltigen Karbonaten des Silur (Ockerkalk) bei Mengersgereuth-Hämmern, Steinach und Spechtsbrunn von Bedeutung. Steinkohlenflöze des Rotliegend (Perm) waren die Grundlage für einen zwischen 18. und 20. Jahrhundert betriebenen Steinkohlenbergbau bei Neuhaus-Schierschnitz und Stockheim in Oberfranken. Obwohl sich die Hoffnungen, die Steinkohle für die Eisenverhüttung einzusetzen, nicht erfüllten, konnte sich der Bergbau noch bis ins 20. Jahrhundert halten. Die Kohlen wurden überwiegend für Heizzwecke und als Schmiedekohle verkauft. Während bei Stockheim in diesem Revier bis 1968 gefördert wurde, erfolgte bei Neuhaus-Schierschnitz die Einstellung des Steinkohlenbergbaues bereits 1912. Vor allem in Notzeiten hatte der Torfabbau bei Heubisch, Oberlind, Bettelhecken und Steinheid Bedeutung.
Von 1949 und 1954 wurde zwischen Mengersgereuth-Hämmern und Steinach durch die SDAG Wismut Bergbau auf Uran betrieben. Ähnliche Bemühungen kamen im Raum Neuhaus-Schierschnitz nicht über die Erkundung hinaus.
Hatte der Erz- und Steinkohlenbergbau in der Region nur eine untergeordnete Bedeutung, spielte der Abbau von Steinen und Erden eine wesentlich größere Rolle. Bereits während des frühen Mittelalters wurden Wetzsteine aus geeigneten Quarziten und Quarzitschiefern des Ordovizium am Rennsteig sowie von Grauwacken des Unterkarbon (Dinantium) bei Sonneberg gewonnen und nach Norddeutschland verfrachtet. Später wurden auch Tonschiefer des Devon verarbeitet. Der Handel mit Wetzsteinen aus Abbaustellen bei Sonneberg, Mengersgereuth-Hämmern, Siegmundsburg und Goldisthal bildete seit dem 16. Jahrhundert die Grundlage eines Fernhandels, der sich in Sonneberg konzentrierte. Die letzten Wetzsteinbrüche wurden Mitte des 20. Jahrhunderts aufgelassen.
Die günstige Struktur von Tonschiefern des Ordoviziums (Spaltbarkeit in zwei Richtungen) bildete die Grundlage der Griffelschieferherstellung seit dem 17. Jahrhundert. An Stelle kleiner individueller Abbaustellen und einer hausindustriellen Verarbeitung des Rohmaterials trat mit der Verstaatlichung der Griffelbrüche 1891 ein Abbau in großen Tagebauen und eine Verarbeitung in zentralen Fertigungsstätten, sog. Großhütten. Die großen Griffelschieferbrüche lagen bei Steinach, Haselbach, Hasenthal und Spechtsbrunn. Nachdem man 1935 auch zum untertägigen Abbau übergegangen war, wurde der Griffelschieferbergbau 1968 eingestellt.
Ebenfalls im 17. Jahrhundert und im Zusammenhang mit der Herstellung von Schiefergriffeln begann bei Mengersgereuth-Hämmern und Steinach der Abbau von plattigen Tonschiefern des Unterkarbon (Dachschiefer), der zu Schiefertafeln verarbeitet wurde. Im 18. Jahrhundert verlagerte sich die Schiefertafelfabrikation in den Raum Ludwigsstadt. Zeitweilig wurden die Lagerstätten bei Steinach und Mengersgereuth-Hämmern auch für Dachschieferherstellung genutzt, ohne jedoch jemals gegenüber den großen Dachschieferbrüchen Lehesten konkurrenzfähig zu sein.
Sandsteine des mittleren Buntsandstein bei Sonneberg, Mengersgereuth-Hämmern, Schalkau und Steinheid wurden zwischen dem 16. und 20. Jahrhundert zur Gewinnung von Werksteinen genutzt. Am Sandberg bei Steinheid wurden geeignete Sandsteine im 18. und 19. Jahrhundert abgebaut, um als feuerresistente Gestellsteine für Hochöfen verwendet zu werden. Kaolinisierte Sandsteine des Buntsandstein bei Steinheid (am Sandberg) und Neuhaus-Schierschnitz bildeten zeitweilig die Grundlage der heimischen Porzellanindustrie. Ein Bruch bei Mengersgereuth-Hämmern lieferte im 18. Jahrhundert Marmor, der auch in der Klosterkirche Theres und der Schlosskapelle Saalfeld/Saale Verwendung fanden.
Bis heute (Stand 2013) in Betrieb ist der Abbau von Grauwacken für die Weiterverarbeitung zu Straßenbaumaterial im Hartsteinwerk Hüttengrund.

### Gewerbe und Industrie

#### Montangewerbe

##### Eisenerzverhüttung
Wesentliche Voraussetzung für die Entstehung eines Montangewerbes (Montanindustrie) waren neben Rohstofflagerstätten (Eisenerz) überwiegend die Ressourcen an Holz und für den Antrieb von Hammerwerken geeigneten Wasserläufen. Gebunden an die ordovizischen Eisenerz-Lagerstätten des Thüringer Schiefergebirges entstand während des späten Mittelalters ein Eisengewerbe. 1441 bestanden mehrere Hammerwerke an den Flussläufen von Effelder bei Mengersgereuth-Hämmern und an der Steinach bei Oberlind (Sonneberg). Möglicherweise voraus gingen diesen Eisenhammer Verhüttungen in der Nähe der Erzlagerstätten in Gestalt von Waldschmieden. Um 1460 entstand ein Eisenhammer bei Blatterndorf (Effelder-Rauenstein), vor 1464 bestand ein solches auch in Hüttensteinach, 1519 entstand zunächst ein Rennfeuer in Steinach (Thüringen), das vor 1528 zum Hammerwerk erweitert wurde. Die Hammerwerke blieben bis ins 17. Jahrhundert überwiegend auf die Versorgung innerhalb der Pflege Coburg ausgerichtet. Eine restriktive Forstpolitik und die Erschöpfung oberflächennaher Erzlagerstätten führte im 16. und frühen 17. Jahrhundert zur Aufgabe einiger Hammerwerksstandort, so 1578 Oberlind und 1653 Blatterndorf (Effelder-Rauenstein). Zu einer Modernisierung des Eisengewerbes kam es zwischen 1604 und 1612 unter Thomas Paul aus Nürnberg. Er ließ die bestehenden Hammerwerke im oberen Tal der Steinach erneuern neue Hammerwerke bei Blechhammer und einen Hohen Ofen bei Lauscha errichten. 1661 entstand ein weiteres Hammerwerk in Friedrichshöhe bei Eschenthal. Weitere Modernisierungen erfolgten nach dem Dreißigjährigen Krieg 1699 am Hammerwerksstandort Obersteinach (Steinach) durch Johann von Uttenhoven aus Eibenstock im Erzgebirge und 1727 am Standort Augustenthal bei Mengersgereuth-Hämmern, wo Georg Christoph von Uttenhoven einen 1719 errichteten Hohen Ofen übernahm und zum Eisenhütten- und Hammerwerk ausbaute. Die neuen nach dem Dreißigjährigen Krieg errichteten Werke waren auf den Export ausgerichtet und lieferten neben Halbzeugen wie Stab- und Zaineisen, auch Blech und Eisenguss-Erzeugnisse. Die Blütezeit dieser Werke lag im 18. Jahrhundert.
Danach setzte ein Niedergang ein, der gleichermaßen durch die Konkurrenz anderer Regionen wie durch die Verknappung der Ressource Holz bestimmt war. 1815 stellte das Hammerwerk Hüttensteinach, 1836 das Hammerwerk Friedrichsthal bei Eschenthal seinen Betrieb ein. Die Hütten- und Hammerwerke Steinach und Augustenthal bei Mengersgereuth-Hämmern wurden 1844 durch den Staat Sachsen-Meiningen übernommen, in Augustenthal jedoch 1851 der Betrieb eingestellt. In Steinach erfolgte 1867 die Einstellung der Eisenverhüttung und die Umstellung auf die Herstellung von Eisengusserzeugnissen. Die auf den Einsatz von Steinkohle ausgerichteten Hütten- und Walzwerke, die 1836 in Blechhammer und 1841 in Neuhaus-Schierschnitz konnten sich nicht behaupten und stellten 1864 bzw. 1868 ihren Betrieb ein.

##### Kupfererzverhüttung
Saigerhütten zur Verhüttung von Kupfererz aus Mansfeld bestanden zwischen 1485 und 1518 in Hasenthal und zwischen 1464 und 1561 in Hüttensteinach. Errichten ließen die Saigerhütten Nürnberger Kaufleute, für die die Region wegen ihrer Holzvorräte wie auch die Erschließung durch Fernstraßen (Sattelpassstraße) attraktiv war.

#### Glasindustrie

##### Glashütten
Standortgrundlagen für die seit dem späten Mittelalter lokalisierten Glashütten waren große geschlossene Waldungen, das Vorhandensein von Sand- und Kalklagerstätten sowie die Erschließung der Region durch überregionale Fernstraßen. Während des 14. und 15. Jahrhunderts konzentrierten sich Glashüttenstandorte im Mittelgebirgsvorland und im südlichen Rand des Mittelgebirges. Die wegen des enormen Holzverbrauchs nur kurzzeitig betriebenen Glashütten sind schriftlich für Judenbach (1418) und Rabenäußig (1455) sowie an mehreren Standorten bei Sonneberg, Mengersgereuth-Hämmern und Siegmundsburg aufgrund von archäologischen Funden belegt.
Die frühneuzeitlichen Glashüttengründungen stehen im Zusammenhang mit technologischen Innovationen, insbesondere einem neuen Ofentyp, der einen höheren Ausstoß an Glas ermöglichte, zugleich aber einen höheren Bedarf an Brennholz hatte. Diese neuen Glashütten waren standortfest und führten zur Entstehung von Glashüttensiedlungen, so 1595/97 Lauscha, 1607 Schmalenbuche, 1707 Ernstthal, 1711 Alsbach, 1728 Siegmundsburg, 1731 Limbach, 1736 Habichtsbach bei Scheibe-Alsbach, 1736 Glücksthal bei Neuhaus am Rennweg. Charakteristisch für diese Dorfglashütten war der genossenschaftliche Betrieb durch die Glasmeisterschaft. Hergestellt wurde zunächst ausschließlich Hohlglas, das europaweit vertrieben wurde. Seit Mitte des 18. Jahrhunderts wurden auch Glasröhren als Halbzeuge für Glasbläser hergestellt.
Im Zuge der Industrialisierung und einer veränderten Forstpolitik gerieten die Dorfglashütten bereits in der ersten Hälfte des 19. Jahrhunderts in eine Krise, die letztlich bis um 1900 zur Betriebseinstellung aller Dorfglashütten führte. Dagegen entstanden ab Mitte des 19. Jahrhunderts moderne, industriell ausgerichtete Glashütten, deren Grundlage Steinkohlenfeuerung war. Zwischen 1853 und 1856 entstanden drei moderne Glashütten in Lauscha. Weitere Glashütten entstanden 1896 in Haselbach und 1923 in Ernstthal. Neben die klassischen Erzeugnisse wie Hohlglas und Röhren traten ab Ende des 19. Jahrhunderts Glasfasern und Behälterglas. Gegenwärtig werden Hohlglas und Röhren in Lauscha, Glasfasern in Lauscha und Haselbach sowie Behälterglas in Ernstthal hergestellt.

### Verkehr

#### Altstraßen
Das Gebiet des heutigen Landkreises Sonneberg wurde bereits in vorgeschichtlicher Zeit durch Altstraßen gequert. Dies war einmal eine Nord-Süd-Verbindung zwischen dem oberen Maintal um Bamberg und dem Saaletal bei Saalfeld, die östlich der Steinach verlaufend den Mittelgebirgsrand bei Hüttensteinach erreichte und das Schiefergebirge in der Wegeführung der spätmittelalterlichen Sattelpassstraße über Judenbach und Gräfenthal querte. Eine weitere Altstraße querte die Region von Südosten nach Nordwesten. Diese Trasse kam aus dem Raum Kronach, überwand die Ebene südlich von Sonneberg und erreichte über Neustadt bei Coburg, Effelder und die Höhenrücken südlich von Schalkau bei Eisfeld das Werratal. Eine Nutzung beider Altstraßen lässt sich aufgrund archäologisch belegter kultureller Verbindungen zwischen Nordostbayern, Ostthüringen und dem südthüringischen Werratal bereits für die jüngere Bronzezeit wahrscheinlich machen.
Wichtigste Verkehrsverbindung im späten Mittelalter und in früher Neuzeit war die Sattelpassstraße, die 1394 als „straße ober den Judenbach“ und 1414 als „Judenstraße“ schriftlich erwähnt wurde. Seit Ende des 15. Jahrhunderts Teil der Geleitstraße Nürnberg–Leipzig, war die Sattelpassstraße bis Mitte des 16. Jahrhunderts eine der wichtigsten Fernstraßen der Pflege Coburg. Von überregionaler Bedeutung war für die Region neben der Sattelpassstraße auch der Rennsteig, der, 1394 als „Straße, die oberhalb Gräfenthal nach der steynen heide“ (Steinheid) bezeichnet, in seinem östlichen Teil ebenfalls als Altstraße anzusprechen ist.

#### Straßen
Der Bau moderner Kunststraßen, sogenannter Chausseen, wurde durch das Fürstentum Sachsen-Coburg-Meiningen ab Ende des 18. Jahrhunderts intensiv betrieben. 1807 war die Chaussee Eisfeld–Sonneberg fertig gestellt. Als weitere Chausseebauten folgten Sonneberg–Steinach durch den Röthengrund (1811), Sonneberg–Neustadt (1821–1826), Eisfeld–Steinheid–Neuhaus (1823–1829), Sonneberg–Kronach (1838–1849), Sonneberg–Mupperg (1838–1840), Sonneberg–Gräfenthal (1843–1850) und Schalkau–Limbach (1853). Mit dem Reichsfernstraßengesetz (1934) wurden die Verbindungen Meiningen–Burggrub (Landkreis Kronach) als Reichsfernstraße 89 (heute Bundesstraße 89) und Eisfeld-Mittelpöllnitz als Reichsfernstraße 281 (heute Bundesstraße 281) Teil des überregionalen Fernstraßennetzes Deutschlands. Beide Bundesstraßen sind bis heute die wichtigsten Straßenverbindungen des Landkreises.

#### Eisenbahn
Erste Bemühungen, den Raum Sonneberg durch Eisenbahnen zu erschließen datieren in die 1830er Jahre. Über das von Joseph Meyer betriebene Projekt der Werrabahn erfolgte 1858 der Bau der Bahnstrecke Coburg–Sonneberg. Dieser Abschnitt und auch die 1886 in Betrieb genommene Verlängerung nach Lauscha wurden durch die Werra-Eisenbahn-Gesellschaft betrieben, die 1895 durch die Preußische Staatsbahn (KPStE) übernommen wurden. 1896 schloss die Preußische Staatsbahn mit dem Bau der Bahnstrecke Probstzella–Bock-Wallendorf das heutige Kreisgebiet an die Frankenwaldbahn an. Durch die Preußische Staatsbahn wurden auch die Strecken Sonneberg–Stockheim (Oberfranken) (1900/01), Sonneberg–Eisfeld (1910) und die Verlängerung der Strecke Coburg-Lauscha nach Ernstthal (1911–1913), wo Anschluss an die gleichzeitig von Bock-Wallendorf nach Neuhaus am Rennweg verlängerte Strecke von Probstzella bestand, geplant und gebaut. Die Bayerische Staatsbahn berührte mit ihrer 1903 eröffneten Nebenbahn von Pressig-Rothenkirchen nach Tettau bei Heinersdorf das Gebiet des Landkreises. Bald nach Gründung der Deutschen Reichsbahn wurde 1920 die Station Heubisch-Mupperg von der Steinachtalbahn bedient.
Mit dem sehr umfangreichen Streckennetz (1920: 83 Kilometer) war Sonneberg zum Eisenbahnknoten geworden. Mit Inbetriebnahme des dortigen Bahnhofs (1907) wurde Sonneberg zum Lokomotivbahnhof, der dem Bahnbetriebswerk Coburg unterstellt blieb.
Infolge der Deutschen Teilung kam es zur Stilllegung mehrerer Strecken, so 1945 von Teilen der Steinachtalbahn zwischen Sonneberg und Mupperg sowie der Strecke Sonneberg–Stockheim (Oberfranken) zwischen Neuhaus-Schierschnitz und Burggrub (Stockheim). 1951 endete der Verkehr zwischen Sonneberg und Neustadt bei Coburg. 1952 wurde auch der Verkehr auf der Bahnstrecke Pressig-Rothenkirchen–Tettau unterbrochen. Auf dem Reststück der Strecke Sonneberg–Neuhaus-Schierschnitz wurde 1967 der Personen- und 1970 der Güterverkehr eingestellt. Der Sonneberger Bahnhof blieb auch nach 1945 Lokeinsatzstelle und war dem Bahnbetriebswerk Probstzella unterstellt. Durch den stark gestiegenen Frachtverkehr im Raum Sonneberg kam es zum Bau eines Containerbahnhofs in Sonneberg Ost (1970), der jedoch 1995 seinen Betrieb einstellte.
1991 konnte nach umfangreichen Baumaßnahmen der unterbrochene Verkehr zwischen Sonneberg und Neustadt bei Coburg wieder aufgenommen werden. 1997 wurde der Verkehr auf den Strecken Sonneberg–Probstzella und Sonneberg–Eisfeld durch die Deutsche Bahn eingestellt. Nach größeren Sanierungsarbeiten nahm 2002 die Süd-Thüringen-Bahn den Betrieb auf den Strecken Sonneberg–Eisfeld und Sonneberg–Neuhaus am Rennweg (64 km) wieder auf. Die Strecke Sonneberg–Coburg–Lichtenfels wird durch die Deutsche Bahn betrieben. Heute kann Sonneberg auch mit dem Bayernticket erreicht werden.
2005 begannen auf dem Gebiet des Landkreises Sonneberg die Bauarbeiten an der Neubaustrecke Ebensfeld–Erfurt.

### Schutzgebiete
Im Landkreis befinden sich 19 ausgewiesene Naturschutzgebiete (Stand Januar 2017).

### Gesundheitswesen
- Regiomed-Kliniken Sonneberg/Neuhaus: mit Häusern in Sonneberg und Neuhaus am Rennweg sowie dem Rettungsdienst im Landkreis als Teil der Regiomed-Kliniken
- Der Landkreis Sonneberg gehört als einziger außerhalb Bayerns gelegener Landkreis zur (2012 ausgezeichneten) Gesundheitsregion Erlangen NeuroRegioN – TelemedNordbayern[92]

## Gemeinden
Neuhaus am Rennweg/Lauscha (funktionsteilig) und Sonneberg sind als Mittelzentren ausgewiesen.
Grundzentren sind die Städte Schalkau und Steinach sowie die Gemeinde Föritztal.
(Einwohner am 31. Dezember 2024)
| gemeinschaftsfreie Gemeinden 1. Föritztal (8.183) 2. Frankenblick (5.434) 3. Lauscha, Stadt (3.133) 4. Schalkau, Stadt (3.111) 5. Sonneberg, Stadt (22.843) 6. Steinach, Stadt (3.456) Keine Verwaltungsgemeinschaften | erfüllende Gemeinden 1. Neuhaus am Rennweg, Stadt (8.468), erfüllende Gemeinde auch für 1. Goldisthal (336) |  |

Zu den Begriffen „Verwaltungsgemeinschaft“ beziehungsweise „erfüllende Gemeinde“ siehe Verwaltungsgemeinschaft und erfüllende Gemeinde (Thüringen).

## Gebietsveränderungen

### Gemeinden
Die folgenden Gemeinden des Landkreises Sonneberg verloren bis 1994 ihre Eigenständigkeit:
- Almerswind, 1994 zu Schalkau
- Bettelhecken, 1919 zu Sonneberg
- Blatterndorf, 1923 zu Effelder
- Buch, 1923 zu Neuhaus-Schierschnitz
- Döhlau, 1950 zu Seltendorf
- Effelder, 1994 zu Effelder-Rauenstein
- Ehnes, 1994 zu Schalkau
- Eichitz, 1957 zu Föritz
- Emstadt, 1994 zu Schalkau
- Eschenthal, 1994 zu Engnitzthal
- Forschengereuth, 1923 zu Mengersgereuth-Hämmern
- Gefell, 1994 zu Föritz
- Gessendorf, 1923 zu Neuhaus-Schierschnitz
- Görsdorf, 1950 zu Emstadt
- Grümpen, 1994 zu Effelder-Rauenstein
- Gundelswind, 1950 zu Bachfeld
- Hämmern, 1923 zu Mengersgereuth-Hämmern
- Hasenthal, 1994 zu Engnitzthal
- Heubisch, 1994 zu Föritz
- Hönbach, 1922 zu Sonneberg
- Hüttengrund, 1994 zu Engnitzthal
- Hüttensteinach, 1923 zu Köppelsdorf
- Igelshieb, 1923 zu Neuhaus
- Jagdshof, 1994 zu Judenbach
- Katzberg, 1993 zu Schalkau
- Köppelsdorf, 1950 zu Sonneberg
- Korberoth, 1923 zu Effelder
- Liebau, 1965 zu Mupperg
- Lindenberg, 1950 zu Sichelreuth
- Malmerz, 1950 zu Sonneberg
- Mark, 1923 zu Neuhaus-Schierschnitz
- Mausendorf, 1992 zu Schalkau
- Mengersgereuth, 1923 zu Mengersgereuth-Hämmern
- Meschenbach, 1992 zu Rauenstein
- Mogger, 1950 zu Mupperg
- Mönchsberg, 1950 zu Jagdshof
- Mupperg, 1994 zu Föritz
- Mürschnitz, 1950 zu Sonneberg
- Neuenbau, 1994 zu Judenbach
- Neufang, 1923 zu Sonneberg
- Neuhaus, 1923 zu Neuhaus-Schierschnitz
- Neundorf, 1950 zu Mausendorf
- Oberlind, Stadt, 1950 zu Sonneberg
- Oberroth, 1922 zu Roth
- Oerlsdorf, 1950 zu Mupperg
- Rabenäußig, 1994 zu Effelder-Rauenstein
- Rauenstein, 1994 zu Effelder-Rauenstein
- Roth, 1992 zu Schalkau
- Rotheul, 1994 zu Neuhaus-Schierschnitz
- Rottmar, 1950 zu Gefell
- Rückerswind, 1994 zu Effelder-Rauenstein
- Schichtshöhn, 1923 zu Mengersgereuth-Hämmern
- Schierschnitz, 1923 zu Neuhaus-Schierschnitz
- Schwärzdorf, 1950 zu Föritz
- Selsendorf, 1950 zu Almerswind
- Seltendorf, 1994 zu Effelder-Rauenstein
- Sichelreuth, 1993 zu Neuhaus-Schierschnitz
- Spechtsbrunn, 1994 zu Engnitzthal
- Steinbach, 1923 zu Köppelsdorf
- Theuern, 1992 zu Schalkau
- Truckendorf, 1950 zu Emstadt
- Truckenthal, 1992 zu Schalkau
- Unterlind, 1994 zu Sonneberg
- Weidhausen, 1950 zu Föritz
- Welchendorf, 1946 zu Seltendorf

Seit 1995 gab es weitere Eingemeindungen und Neubildungen:
- Auflösung der Gemeinde Ernstthal – Eingemeindung in die Stadt Lauscha (17. November 1995)
- Auflösung der Gemeinden Engnitzthal und Haselbach – Neubildung der Gemeinde Oberland am Rennsteig (1. Januar 1997)
- Auflösung der Gemeinde Heinersdorf – Eingemeindung in die Gemeinde Judenbach (1. Januar 1997)
- Auflösung der Gemeinde Steinheid – Eingemeindung in die Stadt Neuhaus am Rennweg (1. Dezember 2011)
- Auflösung der Gemeinden Effelder-Rauenstein und Mengersgereuth-Hämmern – Neubildung der Gemeinde Frankenblick (1. Januar 2012)
- Auflösung der Gemeinden Scheibe-Alsbach und Siegmundsburg – Eingemeindung in die Stadt Neuhaus am Rennweg (31. Dezember 2012)
- Auflösung der Gemeinde Oberland am Rennsteig – Eingemeindung in die Stadt Sonneberg (31. Dezember 2013)
- Auflösung der Gemeinden Föritz, Judenbach und Neuhaus-Schierschnitz – Zusammenschluss zur Gemeinde Föritztal (6. Juli 2018)
- Auflösung der Gemeinden Lichte und Piesau aus dem Landkreis Saalfeld-Rudolstadt – Eingliederung in die Stadt Neuhaus am Rennweg (1. Januar 2019)
- Auflösung der Gemeinde Bachfeld – Eingemeindung in die Stadt Schalkau (31. Dezember 2019)

### Verwaltungsgemeinschaften und erfüllende Gemeinden
- Auflösung der Verwaltungsgemeinschaft Schalkau – Schalkau wird erfüllende Gemeinde für Bachfeld (27. Juli 1995)
- Die Stadt Neuhaus am Rennweg wird erfüllende Gemeinde für Goldisthal, Scheibe-Alsbach und Siegmundsburg (1. Januar 1997)
- Die Stadt Steinach wird erfüllende Gemeinde für Steinheid (1. Januar 1997)
- Die Stadt Steinach ist nicht länger erfüllende Gemeinde für Steinheid (30. November 2011)
- Die Stadt Neuhaus am Rennweg ist nicht länger erfüllende Gemeinde für Scheibe-Alsbach und Siegmundsburg (31. Dezember 2012)
- Die Stadt Schalkau ist nicht länger erfüllende Gemeinde für Bachfeld (31. Dezember 2019)

## Dialekte im Kreisgebiet
Im Landkreis wird überwiegend ein mainfränkischer Dialekt, das Itzgründische, gesprochen. In den Städten und Gemeinden am Rennsteig wird Ilmthüringisch und Südostthüringisch gesprochen. Die Grenze zwischen dem Itzgründischen und den thüringischen Dialekten verläuft am Rennsteig, greift auf dem Gebiet des Landkreises aber südlich über ihn hinaus. Die sogenannte Bamberger Schranke, die den oberfränkischen vom mainfränkischen Sprachraum trennt, deckt sich weitgehend mit der östlichen Landkreisgrenze zum Landkreis Kronach. Lediglich die Orte Heinersdorf und Rotheul (beide Gemeinde Föritztal) liegen jenseits der Bamberger Schranke und damit im oberfränkischen Sprachraum.

## Kfz-Kennzeichen
Anfang 1991 erhielt der Landkreis das Unterscheidungszeichen SON. Es wird durchgängig bis heute ausgegeben. Seit dem 24. November 2012 ist außerdem das Unterscheidungszeichen NH (ehemaliger Landkreis Neuhaus am Rennweg) erhältlich.